# Turret Ridge
Turret Ridge (englisch für Mauerturmgrat) ist ein 8 km langer Gebirgskamm in den Victory Mountains im ostantarktischen Viktorialand. In der Millen Range ragt er vom Turret Peak in nordöstlicher Richtung auf.
Ein Geologenteam des New Zealand Antarctic Research Programme besuchte ihn zwischen 1981 und 1982. Die Mannschaft benannte ihn in Anlehnung an die Benennung des Turret Peak.